# Norra Haxen
Norra Haxen är skär i Åland (Finland). De ligger i Skärgårdshavet eller Bottenhavet och i kommunen Hammarland i landskapet Åland, i den sydvästra delen av landet. Öarna ligger omkring 32 kilometer nordväst om Mariehamn och omkring 290 kilometer väster om Helsingfors.
Arean för den av öarna koordinaterna pekar på är 2,3 hektar och dess största längd är 260 meter i nord-sydlig riktning. I omgivningarna runt Norra Haxen växer i huvudsak barrskog. Runt Norra Haxen är det glesbefolkat, med 8 invånare per kvadratkilometer.. Närmaste större samhälle är Finström, 17,7 km sydost om Norra Haxen.